# Neville Marriner
Sir Neville Marriner, (Lincoln (comtat de Lincolnshire), 15 d'abril, 1924 - Londres, 2 d'octubre, 2016), va ser un director i violinista anglès. Descrit com "un dels directors més grans del món", Gramophone enumera a Marriner com un dels 50 directors més grans i una altra recopilació la classifica com a número 14 dels 18 "directors més grans i famosos de tots els temps". Va fundar l'Acadèmia de St Martin in the Fields, i la seva col·laboració amb ells és la més gravada de qualsevol orquestra i director.

## Joventut
Marriner era fill d'Herbert Marriner, un fuster, i la seva dona Ethel (de soltera Roberts). Va estudiar a "Lincoln School" (aleshores una escola de gramàtica), on va tocar en una banda de jazz amb el compositor Steve Race. Inicialment va aprendre el violí així com el piano del seu pare, i més tard va estudiar el violí amb Frederick Mountney.
El 1939 va anar al Royal College of Music de Londres, on va estudiar amb el violinista William Henry Reed i va poder tocar entre els segons violins de la London Symphony Orchestra, dirigida per Henry Wood, perquè molts dels seus membres s'havien unit després de l'esclat de la Segona Guerra Mundial. Es va incorporar el 1941, servint en un paper de reconeixement a l'exèrcit britànic, però va ser invalidat el 1943 per problemes renals. Va tornar al Royal College, tot i que Reed havia mort mentrestant. Després va assistir al Conservatori de París, on va estudiar amb el violinista Rene Benedetti.

## Carrera
Marriner va ser breument professor de música a l'Eton College. El 1948, es va convertir en professor del Royal College of Music. El 1948 o 1949, va ocupar el càrrec de segon violinista del "Martin String Quartet", i va continuar tocant amb el quartet durant 13 anys. Va conèixer al clavecinista Thurston Dart mentre es recuperava d'un dany renal durant la guerra, i van formar un duo junts, que es va expandir al "Virtuoso String Trio" amb Peter Gibbs. Aquests van ser els precursors del "Dart's Jacobean Ensemble", en el qual Marriner va tocar des de 1951. Va tocar el violí en dues orquestres de Londres: la Philharmonia Orchestra a principis dels anys 50, i la London Symphony Orchestra (LSO), sota Josef Krips, com a segon violí principal (1954–69). També va tocar amb les orquestres de cambra de Reginald Jacques i Boyd Neel, així com amb els "London Mozart Players.
El 1958 va fundar l'Academy of St Martin in the Fields; inicialment un conjunt de cambra de dotze membres, aviat es va expandir a una orquestra de cambra i va atreure músics de gran calibre com Dart, Iona Brown, Christopher Hogwood i Alan Loveday. Marriner va gravar prolíficament amb l'Acadèmia. Els primers enregistraments a principis de la dècada de 1960, amb Marriner tant dirigint com tocant el violí principal, van tenir èxit, el que va portar Pierre Monteux, llavors director de la LSO, a animar Marriner a canviar el seu enfocament cap a la direcció. Marriner havia estudiat l'assignatura amb Monteux a la seva escola a Hancock, Maine, als Estats Units, al voltant de 1950.
Marriner va ser el fundador i primer director musical de la Los Angeles Chamber Orchestra, de 1969 a 1978. De 1979 a 1986, va ser director musical de l'Orquestra de Minnesota. Va ser director principal de l'Orquestra Simfònica de la Ràdio de Stuttgart de 1986 a 1989. Excepte entre 1974 i 1980, durant els quals Iona Brown va ser la directora, va romandre com a director musical de l'Acadèmia de St Martin in the Fields fins al 2011, quan va ser succeït per Joshua Bell, i va continuar mantenint el títol de President vitalici fins a la seva mort. També va dirigir moltes altres orquestres, com ara la "New York Chamber Orchestra", "Gulbenkian Orchestra", "Israel Chamber Orchestra", "Australian Chamber Orchestra" i la Filharmònica de Viena. Va continuar dirigint fins als noranta anys, convertint-se en el director més antic d'un concert de The Proms el 2014, als 90 anys.
El seu obituari a The Telegraph elogia les interpretacions de la música barroca i clàssica de l'Acadèmia de St Martin in the Fields com a "fresques, tècnicament brillants", i les descriu com una "revelació". Marriner preferia els instruments i efectes moderns, i la seva obra va ser criticada per Hogwood, entre d'altres, per no lluitar per un so "autèntic". Més tard va ampliar el repertori de l'Acadèmia per incloure música romàntica i moderna.
Marriner va fer més de 600 enregistraments que cobreixen 2.000 obres diferents, més que qualsevol director excepte Herbert von Karajan. Va gravar per a diversos segells, com Argo, L'Oiseau Lyre, Philips i EMI Classics. El seu repertori enregistrat va des de l'època barroca fins a la música britànica del segle xx, així com l'òpera. Va supervisar les seleccions de Mozart per a la banda sonora de la pel·lícula guanyadora de l'Oscar de 1984 Amadeus; es va convertir en un dels enregistraments de música clàssica més populars de tots els temps, venent més de 6,5 milions de còpies.
L'enregistrament final de Marriner es va completar només uns dies abans de la seva mort, el Concert per a piano núm. 21 de Mozart amb Yeol Eum Son com a solista. La seva col·laboració amb l'Acadèmia de St Martin in the Fields és la més gravada de qualsevol orquestra i director.

## Vida personal i mort
L'abril de 2024 l'Acadèmia va marcar el centenari del naixement del seu fundador amb concerts a l'església de St Martin-in-the-Fields, el Wigmore Hall, el Royal Festival Hall i la catedral de Lincoln (la ciutat del seu naixement). El programa Marriner 100 va començar el 15 d'abril, el dia del centenari real, amb un concert a la llar espiritual de l'orquestra, St Martin-in-the-Fields, dirigit/dirigit pel líder Tom Keller, el director musical Joshua Bell i l'antic flautista de l'Acadèmia Jaime Martín, en el qual antics membres del cor de l'Acadèmia, que havien cantat amb Marriner, van interpretar una suite de Die Schöpfung. BBC Radio 3 va emetre el concert com el clímax del seu Neville Marriner Day, amb tots els seus programes dedicats a la seva vida, obra i llegat. A l'església es va celebrar una exposició del centenari d'un mes de durada.
El 14 d'abril, BBC Four va emetre Sir Neville Marriner at the Proms: Mendelssohn's Italian Symphony, de 1983, i Sir Neville Marriner: Schubert's Symphony No 10, de 1988, tots dos amb l'Acadèmia de St Martin-in-the-Fields. El 15 d'abril, BBC Radio 3 va emetre "Neville Marriner Day".

## Honors i premis
Descrit com "un dels directors més grans del món", Gramophone enumera a Marriner com un dels 50 directors més grans i una altra recopilació el classifica com a número 14 dels 18 "directors més grans i més famosos de tots els temps". Va fundar l'Acadèmia de St Martin in the Fields, i la seva col·laboració amb ells és la més gravada de qualsevol orquestra i director.
Marriner va ser nomenat Comandant de l'Ordre de l'Imperi Britànic (CBE) el 1979. Va ser nomenat Knight Bachelor el 1985. El 1990, la Fundació Alfred Toepfer, amb seu a Hamburg, va concedir a Marriner el seu Premi Shakespeare anual en reconeixement de la seva obra vital. En els honors de l'aniversari de la reina de 2015, va ser nomenat membre de l'Ordre dels Companys d'Honor (CH). Va ser nomenat oficial de l'Ordre des Arts et des Lettres francesa. Els seus enregistraments de Mozart van ser guardonats amb dos premis Gemeinde de l'Acadèmia de Música d'Àustria.
Marriner va guanyar tres premis Grammy pels seus enregistraments de La creació de Haydn (1982), la banda sonora d'Amadeus (1985) i els concerts per a violí de Brahms i Stravinsky (2003). També va rebre un total de 9 nominacions.